# 310 (szám)
A 310 (római számmal: CCCX) egy természetes szám, szfenikus szám, a 2, az 5 és a 31 szorzata.

## A szám a matematikában
A tízes számrendszerbeli 310-es a kettes számrendszerben 100110110, a nyolcas számrendszerben 466, a tizenhatos számrendszerben 136 alakban írható fel.
A 310 páros szám, összetett szám, azon belül szfenikus szám, kanonikus alakban a 21 · 51 · 311 szorzattal, normálalakban a 3,1 · 102 szorzattal írható fel. Nyolc osztója van a természetes számok halmazán, ezek növekvő sorrendben: 1, 2, 5, 10, 31, 62, 155 és 310.
A 310 négyzete 96 100, köbe 29 791 000, négyzetgyöke 17,60682, köbgyöke 6,76790, reciproka 0,0032258. A 310 egység sugarú kör kerülete 1947,78745 egység, területe 301 907,05401 területegység; a 310 egység sugarú gömb térfogata 124 788 249,0 térfogategység.